# Foxborough
Foxborough (používá se i neoficiální zkrácený tvar Foxboro) je město v okrese Norfolk v Massachusetts v USA, které se nachází ve vzdálenosti 35 km jihozápadně od Bostonu a 29 km od Providence v Rhode Islandu. V roce 2010 v něm žilo 16 246 obyvatel. Město je známo díky stadionu Gillette Stadium, jež je domovem týmu Národní fotbalové ligy New England Patriots a týmu Major League Soccer New England Revolution.
Místo, kde město leží, bylo osídleno v roce 1704 a město bylo založeno v roce 1778. Jmenuje se podle Charlese Jamese Foxe, člena britského parlamentu, který podporoval třináct kolonií v době, kdy začala americká válka za nezávislost.